# 1835
- Wikisource

| Calendário gregoriano                                                        | 1835 MDCCCXXXV                      |
| Ab urbe condita                                                              | 2588                                |
| Calendário arménio                                                           | 1284 – 1285                         |
| Calendário bahá'í                                                            | -9 – -8                             |
| Calendário budista                                                           | 2379                                |
| Calendário chinês                                                            | 4531 – 4532 Início a 29 de janeiro  |
| Calendário copta                                                             | 1551 – 1552                         |
| Calendário etíope                                                            | 1827 – 1828                         |
| Calendários hindus - Vikram Samvat - Calendário nacional indiano - Cáli Iuga | 1890 – 1891 1756 – 1757 4935 – 4936 |
| Calendário Holoceno                                                          | 11835                               |
| Calendário islâmico                                                          | 1251 – 1252                         |
| Calendário judaico                                                           | 5595 – 5596                         |
| Calendário persa                                                             | 1213 – 1214 Início a 21 de março    |
| Calendário rúnico                                                            | 2085                                |
| Calendário solar tailandês                                                   | 2378                                |

1835 (MDCCCXXXV, na numeração romana)  foi um ano comum do século XIX do actual Calendário Gregoriano, da Era de Cristo, e a sua letra dominical foi D (53 semanas), teve início a uma quinta-feira e terminou também a uma quinta-feira.
| Ano completo                        |
| ----------------------------------- |
| Ano comum com início à quinta-feira |

## Eventos
- Em março, centenas de africanos libertos foram mandados de volta para a África.
- Farroupilhas, revoltaram-se contra o governo e, comandados por Bento Gonçalves, conquistaram Porto Alegre, obrigando o presidente da província a fugir.
- Declaração da independência do Grão-Ducado do Luxemburgo.
- Ano de criação do Revólver.
- Criação de Palmeira dos Índios no estado de Alagoas
- Criação dos concelhos portugueses de Albergaria-a-Velha e Vila Nova de Famalicão.
- Inicio do segundo reinado de Choki Gyaltshen, Desi Druk do Reino do Butão, reinou desde 1835 a 1838.
- Criação da Biblioteca do Liceu Nacional de Angra, Angra do Heroísmo, formada com grande parte dos livros pertencentes aos extintos conventos do distrito, por portaria desta data foi instalada na própria casa da Biblioteca do Convento de São Francisco de Angra.

### Janeiro
- 6 de janeiro - Se iniciou a Cabanagem, na província do Grão-Pará (atualmente Pará, Amazonas, Roraima e Amapá
- 7 de janeiro - O guanandi se torna a primeira madeira de lei do Brasil.
- 24 de Janeiro - Revolta dos Malês se inicia na Bahia, mais precisamente na capital, Salvador
- 26 de janeiro - A rainha Maria II de Portugal casa com Augusto de Beauharnais, Duque de Leuchtenberg.

### Fevereiro
- 28 de Fevereiro - Criação da Polícia Militar de Sergipe.

### Abril
- 11 de abril - Emancipação do município de Acari - RN - Brasil
- 23 de abril - "Revolta dos Calcetas" em Ponta Delgada, ilha de São Miguel, Açores.

### Março
- 28 de março - Fundado a cidade de Campos dos Goytacazes, Estado do Rio de Janeiro.

### Maio
- 3 de maio - Fundação da cidade de Barra do Corda, no Brasil.
- 4 de maio - Concessão de autorização ao Convento de São Francisco (Velas) em Vila das Velas, ilha de São Jorge, Açores, para servir de hospital.

### Setembro
- 20 de setembro - O coronel da guarda nacional Bento Gonçalves inicia no sul do Brasil a Revolução Farroupilha.

### Novembro
- 10 de novembro - É benzida a Igreja de Santo Cristo, localizada na Fajã da Caldeira de Santo Cristo, cujas obras havia sido iniciadas em 1832.[1]
- 26 de novembro - É delimitada e são instalados os órgãos autárquicos da freguesia da Terra Chã, Angra do Heroísmo, criada a 6 de setembro de 1825 por alvará do rei D. João VI de Portugal.

## Nascimentos
- 18 de janeiro - César Cui, compositor, crítico musical e militar russo (m. 1918)
- 13 de fevereiro - Mirza Ghulam Ahmad, fundador da Comunidade Ahmadi (m. 1908)
- 15 de fevereiro - Dimítrios Vikélas, presidente do Comitê Olímpico Internacional Grego (m. 1908)
- 12 de março - Simon Newcomb, astrônomo canadense-americano (m. 1909)
- 14 de março - Giovanni Schiaparelli, astrónomo italiano (m. 1910)
- 15 de março - Eduard Strauss, compositor austríaco (m. 1916)
- 24 de março - Josef Stefan, físico e matemático austro-esloveno (m. 1893)
- 4 de abril - John Hughlings Jackson, neurologista britânico (m. 1911)
- 9 de abril - Leopoldo II da Bélgica, (m. 1909)
- 30 de maio - Alfred Austin, poeta inglês (m. 1913)
- 2 de junho - São Pio X, (m. 1914)
- 9 de junho - Ramón Barros Luco, 15.º Presidente do Chile (m. 1919)
- 10 de junho - Fernando IV da Toscana, (m. 1908)
- 12 de junho - George Atzerodt, conspirador de John Wilkes Booth, designado para assassinar o vice-presidente Andrew Johnson (m. 1865)
- 15 de junho - Adah Isaacs Menken, atriz norte-americana (m. 1868)
- 23 de junho
  - Beata Elena Guerra (m 1914)
  - Fanny Eaton, artista modelo e trabalhadora doméstica nascida na Jamaica (m. 1924)
- 24 de junho - Johannes Wislicenus, químico alemão (m. 1902)
- 7 de julho - Ernest Giles, explorador australiano (m 1897)
- 9 de Julho - Tomás Estrada Palma, presidente de Cuba de 1902 a 1906 (m. 1908).
- 10 de julho - Henryk Wieniawski, violinista e compositor polaco (m 1880)
- 19 de julho - Justo Rufino Barrios Auyón, Presidente do Guatemala (m. 1885)
- 20 de julho - Adelaide de Hohenlohe-Langenburg, sobrinha da rainha Vitória do Reino Unido (m. 1900)
- 27 de julho - Giosuè Carducci, poeta italiano (m. 1907)
- 31 de julho - Henri Brisson, político francês (m. 1912).
- 2 de agosto - Elisha Gray, inventor e empresário norte-americano (m. 1901)
- 6 de agosto - Hjalmar Kiærskou, botânico dinamarquês (m. 1900)
- 19 de agosto - Tom Wills, jogador de críquete australiano, pioneiro do futebol australiano (m. 1880)
- 9 de outubro - Camille Saint-Saëns, compositor frances (m. 1921)
- 16 de outubro - William R. Shafter, general norte-americano (m. 1906)
- 19 de outubro - Manuel Quintana, presidente argentino de 1904 a 1906 (m. 1906)
- 31 de outubro - Adolf von Baeyer, químico alemão, ganhador do Prêmio Nobel (m. 1917)
- 6 de novembro - César Lombroso, médico, criminalista e pesquisador espírita italiano (m. 1909).
- 25 de novembro - Andrew Carnegie,  industrial americano, filantropo (m. 1919)
- 29 de novembro - Cixi, Imperatriz viúva da China (m. 1908)
- 30 de novembro - Mark Twain, escritor, palestrante, e o "homem mais curioso do mundo".
- 4 de dezembro - Samuel Butler, escritor inglês (m. 1902)
- 6 de dezembro - Wilhelm Rudolph Fittig, químico alemão (m. 1910)
- 17 de dezembro - Alexander Emanuel Agassiz, cientista norte-americano (m. 1910)
- 18 de dezembro - Lyman Abbott, clérigo norte-americano, autor (m. 1922)
- 28 de dezembro - Archibald Geikie, geólogo escocês (m. 1924)
- ?? - António Ramos Moniz Corte Real, jornalista português (m. 1878).

## Mortes
- 8 de fevereiro - Guillaume Dupuytren, anatomista francês, cirurgião militar (n. 1777)
- 2 de março - Francisco I da Áustria, Sacro Imperador Romano (n. 1768)
- 28 de março - Augusto de Beauharnais, primeiro marido da rainha Maria II de Portugal (n. 1810).
- 8 de abril - Wilhelm von Humboldt, lingüista, diplomata e filósofo alemão (n. 1767).
- 10 de abril - Madalena de Canossa, religiosa católica italiana professa, santa (n. 1774)
- 21 de abril - Samuel Slater, industrial norte-americano (n. 1768)
- 13 de maio - John Nash, arquiteto inglês (n. 1752)
- 18 de junho - William Cobbett, jornalista e autor inglês (n. 1763)
- 25 de junho - Antoine-Jean Gros, pintor romântico francês (n. 1771).

## Por tema
- 1835 no Brasil
- 1835 na ciência
- 1835 no jornalismo
- 1835 na literatura
- 1835 na música